# Ciudad Miguel Alemán
Ciudad Miguel Alemán är en kommunhuvudort i Mexiko.   Den ligger i kommunen Miguel Alemán och delstaten Tamaulipas, i den centrala delen av landet, 800 km norr om huvudstaden Mexico City. Ciudad Miguel Alemán ligger 59 meter över havet och antalet invånare är 19 857.
Terrängen runt Ciudad Miguel Alemán är platt. Runt Ciudad Miguel Alemán är det glesbefolkat, med 18 invånare per kvadratkilometer. Ciudad Miguel Alemán är det största samhället i trakten. Trakten runt Ciudad Miguel Alemán består till största delen av jordbruksmark.